# Gynoplistia (Gynoplistia) varipes
Gynoplistia (Gynoplistia) varipes is een tweevleugelige uit de familie steltmuggen (Limoniidae). De soort komt voor in het Neotropisch gebied.